# Mondj egy mesét
A Mondj egy mesét (eredeti cím: Tell Me a Story) 2018-ban bemutatott amerikai internetes antológiasorozat, amely a Marcos Osorio Vidal által alkotott spanyol Cuéntame un Cuento sorozat alapján készült. A sorozat 2018 október 31-én indult a CBS All Access-en, alkotója Kevin Williamson és főszereplői James Wolk, Billy Magnussen, Dania Ramirez, Danielle Campbell, Dorian Missick, Sam Jaeger, Davi Santos, Michael Raymond-James, Zabryna Guevara, Paul Wesley és Kim Cattrall. 2018. december 17-én berendelték a sorozat második évadát, amely 2019. december 5-én indult.

## Történet
A spanyol alapra épülő sorozat a világ legismertebb meséit gondolja újra. A három kismalac, Piroska és a farkas, illetve Jancsi és Juliska története elevenedik meg a mai New Yorkban, szerelemmel, bosszúval és gyilkossággal fűszerezve az első évadban. A másodikban a Szépség és a Szörnyeteg, a Csipkerózsika és a Hamupipőke meséit láthatjuk megelevenedni. Mindemellett a történet görbe tükröt is mutat a nézők számára a mai világról, valamint megmutatja, hogy milyenek is lehettek volna azok a bizonyos régi, szép mesék.

## Szereplők

### Főszereplők
1. évad
- James Wolk, mint Jordan Evans
- Billy Magnussen, mint Joshua "Nick" Sullivan
- Dania Ramirez, mint Hannah Perez
- Danielle Campbell, mint Kayla Powell
- Dorian Crossmond Missick, mint Sam Reynolds
- Sam Jaeger, mint Tim Powell
- Davi Santos, mint Gabe Perez
- Michael Raymond-James, mint Mitch Longo
- Zabryna Guevara, mint Renee Garcia
- Paul Wesley, mint Eddie Longo
- Kim Cattrall, mint Colleen Powell

2. évad
- Paul Wesley, mint Tucker Reed
- Odette Annable, mint Madelyn "Maddie" Pruitt
- Danielle Campbell , mint Olivia Moon
- Matt Lauria, mint Jackson Pruitt
- Eka Darville, mint Beau Morris
- Natalie Alyn Lind, mint Ashley Rose Pruitt
- Ashley Madekwe, mint Simone Garland
- Carrie-Anne Moss, mint Rebecca Pruitt

## Epizódok
| Évad | Évad | Részek száma | Részek száma | Eredeti sugárzás  | Eredeti sugárzás | Eredeti adó | Magyar sugárzás   | Magyar sugárzás  | Magyar adó |
| Évad | Évad | Részek száma | Részek száma | Évadbemutató      | Évadzáró         | Eredeti adó | Évadbemutató      | Évadzáró         | Magyar adó |
| ---- | ---- | ------------ | ------------ | ----------------- | ---------------- | ----------- | ----------------- | ---------------- | ---------- |
|      | 1.   | 10           | 10           | 2018. október 31. | 2019. január 3.  | CBS         | 2019. január 5.   | 2019. március 9. | HBO 3      |
|      | 2.   | 10           | 10           | 2019. december 5. | 2020. február 6. | CBS         | 2020. március 22. | 2020. május 24.  | HBO 3      |

### 1. évad (2018–2019)
| Sor. | Év. | Cím                                   | Rendező             | Író                                    | Premier                              |
| ---- | --- | ------------------------------------- | ------------------- | -------------------------------------- | ------------------------------------ |
| 1.   | 1.  | Remény (Chapter 1: Hope)              | Liz Friedlander     | Kevin Williamson                       | 2018. október 31. 2019. január 5.    |
| 2.   | 2.  | Veszteség (Chapter 2: Loss)           | Liz Friedlander     | Eduardo Javier Canto és Ryan Maldonado | 2018. november 8. 2019. január 12.   |
| 3.   | 3.  | Kapzsiság (Chapter 3: Greed)          | Mark Tonderai       | Hollie Overton                         | 2018. november 15. 2019. január 19.  |
| 4.   | 4.  | Düh (Chapter 4: Rage)                 | Mark Tonderai       | Kim Clements                           | 2018. november 22. 2019. január 26.  |
| 5.   | 5.  | Téboly (Chapter 5: Madness)           | Solvan "Slick" Naim | Heather Zuhlke                         | 2018. november 29. 2019. február 2.  |
| 6.   | 6.  | Bűntudat (Chapter 6: Guilt)           | Jeff T. Thomas      | Mary Leah Sutton                       | 2018. december 6. 2019. február 9.   |
| 7.   | 7.  | Árulás (Chapter 7: Betrayal)          | Millicent Shelton   | Andrea Thornton Bolden                 | 2018. december 13. 2019. február 16. |
| 8.   | 8.  | Igazság (Chapter 8: Truth)            | John Stuart Scott   | Steve Stringer                         | 2018. december 20. 2019. február 23. |
| 9.   | 9.  | Megtévesztés (Chapter 9: Deception)   | Adam Davidson       | Heather Zuhlke                         | 2018. december 27. 2019. március 1.  |
| 10.  | 10. | Megbocsátás (Chapter 10: Forgiveness) | Craig Zisk          | Kevin Williamson és Mary Leah Sutton   | 2019. január 3. 2019. március 8.     |

### 2. évad (2019–2020)
| Sor. | Év. | Cím                                 | Rendező             | Író                                                                   | Premier                              |
| ---- | --- | ----------------------------------- | ------------------- | --------------------------------------------------------------------- | ------------------------------------ |
| 11.  | 1.  | Az átok (The Curse)                 | Jeff T. Thomas      | Kevin Williamson és Mary Leah Sutton                                  | 2019. december 5. 2020. március 22.  |
| 12.  | 2.  | Írói válság (Writer's Block)        | Solvan "Slick" Naim | Steve Stringer                                                        | 2019. december 12. 2020. március 29. |
| 13.  | 3.  | Családi ügy (Family Business)       | Anne Hamilton       | Sylvia L. Jones                                                       | 2019. december 19. 2020. április 5.  |
| 14.  | 4.  | Első számú rajongó (Number One Fan) | David Grossman      | Hollie Overton                                                        | 2019. december 26. 2020. április 12. |
| 15.  | 5.  | Új oldalak (New Pages)              | Jeff T. Thomas      | Treena Hancock és Melissa R. Byer                                     | 2020. január 2. 2020. április 19.    |
| 16.  | 6.  | Talált tárgyak (Lost and Found)     | Millicent Shelton   | Mark Hudis                                                            | 2020. január 9. 2020. április 26.    |
| 17.  | 7.  | Tüskék és egyebek (Thorns and All)  | Jeff T. Thomas      | Mary Leah Sutton                                                      | 2020. január 16. 2020. május 3.      |
| 18.  | 8.  | Szép álmokat! (Sweet Dreams)        | Kevin Tancharoen    | Brian Millikin                                                        | 2020. január 23. 2020. május 10.     |
| 19.  | 9.  | A kedvenc (Favorite Son)            | Jeff T. Thomas      | Történet: Treena Hancock és Melissa R. Byer Tévéjáték: Hollie Overton | 2020. január 30. 2020. május 17.     |
| 20.  | 10. | Amíg meg nem haltak (Ever After)    | Jeff T. Thomas      | Mark Hudis és Michael Peterson                                        | 2020. február 6. 2020. május 24.     |

## Fordítás
Ez a szócikk részben vagy egészben  a   Tell Me a Story (TV series) című angol Wikipédia-szócikk ezen változatának fordításán alapul.  Az eredeti cikk szerkesztőit annak laptörténete sorolja fel. Ez a jelzés csupán a megfogalmazás eredetét és a szerzői jogokat jelzi, nem szolgál a cikkben szereplő információk forrásmegjelöléseként.